# Volvo 340
Volvo 340 (343, 345, 360) - samochód osobowy klasy kompaktowej produkowany przez szwedzkie przedsiębiorstwo motoryzacyjne Volvo Car Corporation w latach 1975 - 1991. Łącznie wyprodukowano 1 139 689 egzemplarzy pojazdu.

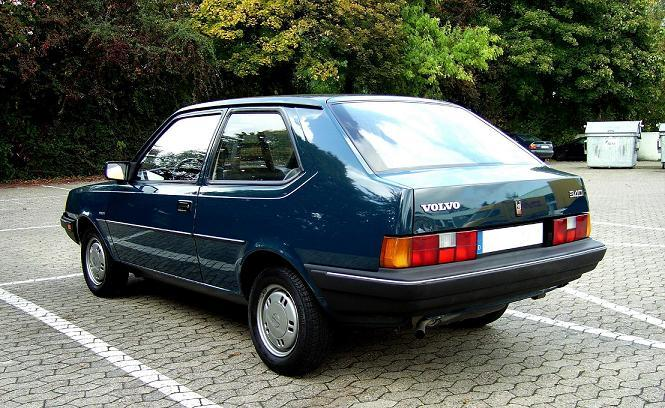
Volvo 340 3d - tył

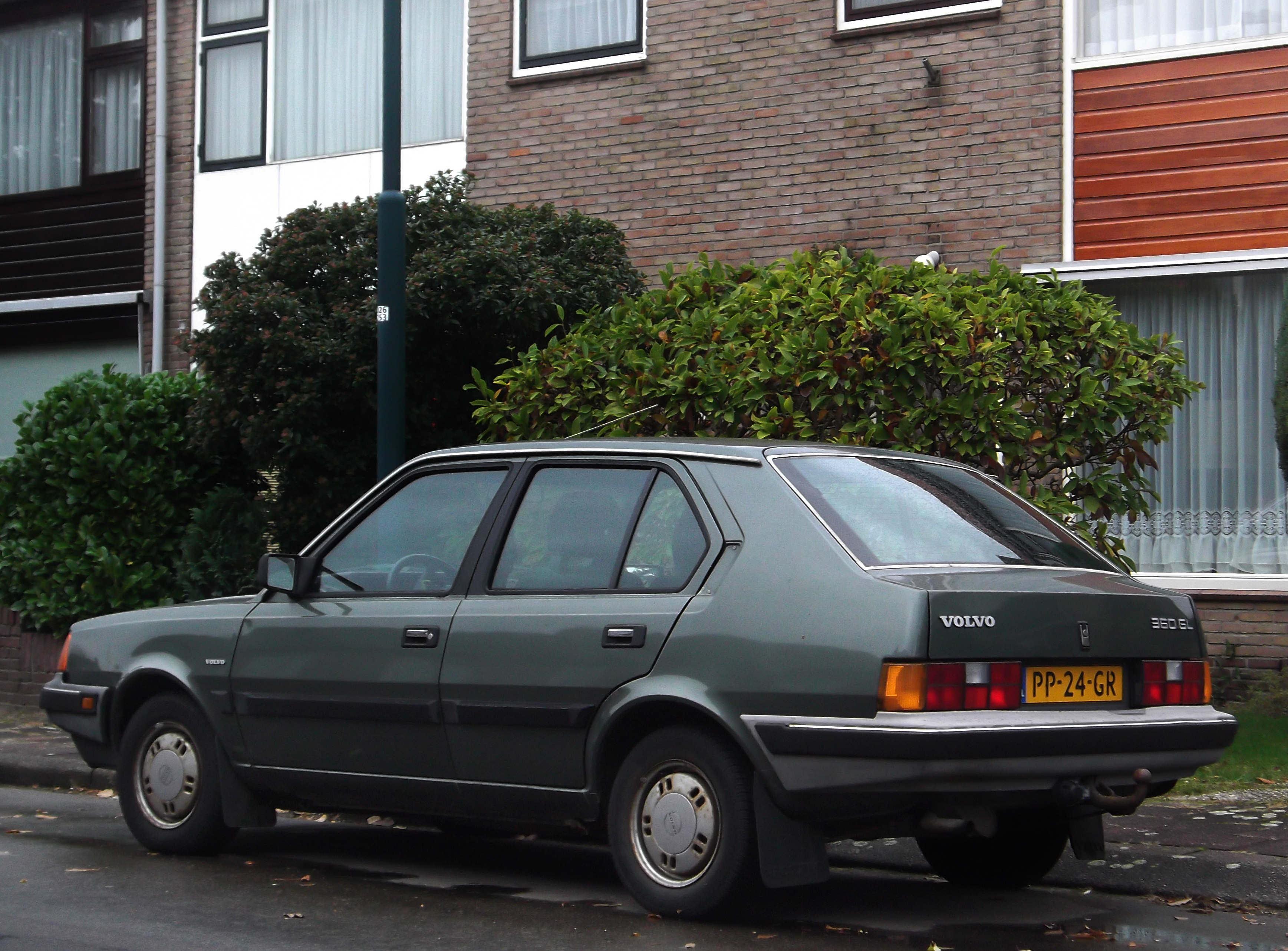
Volvo 360 5d - tył

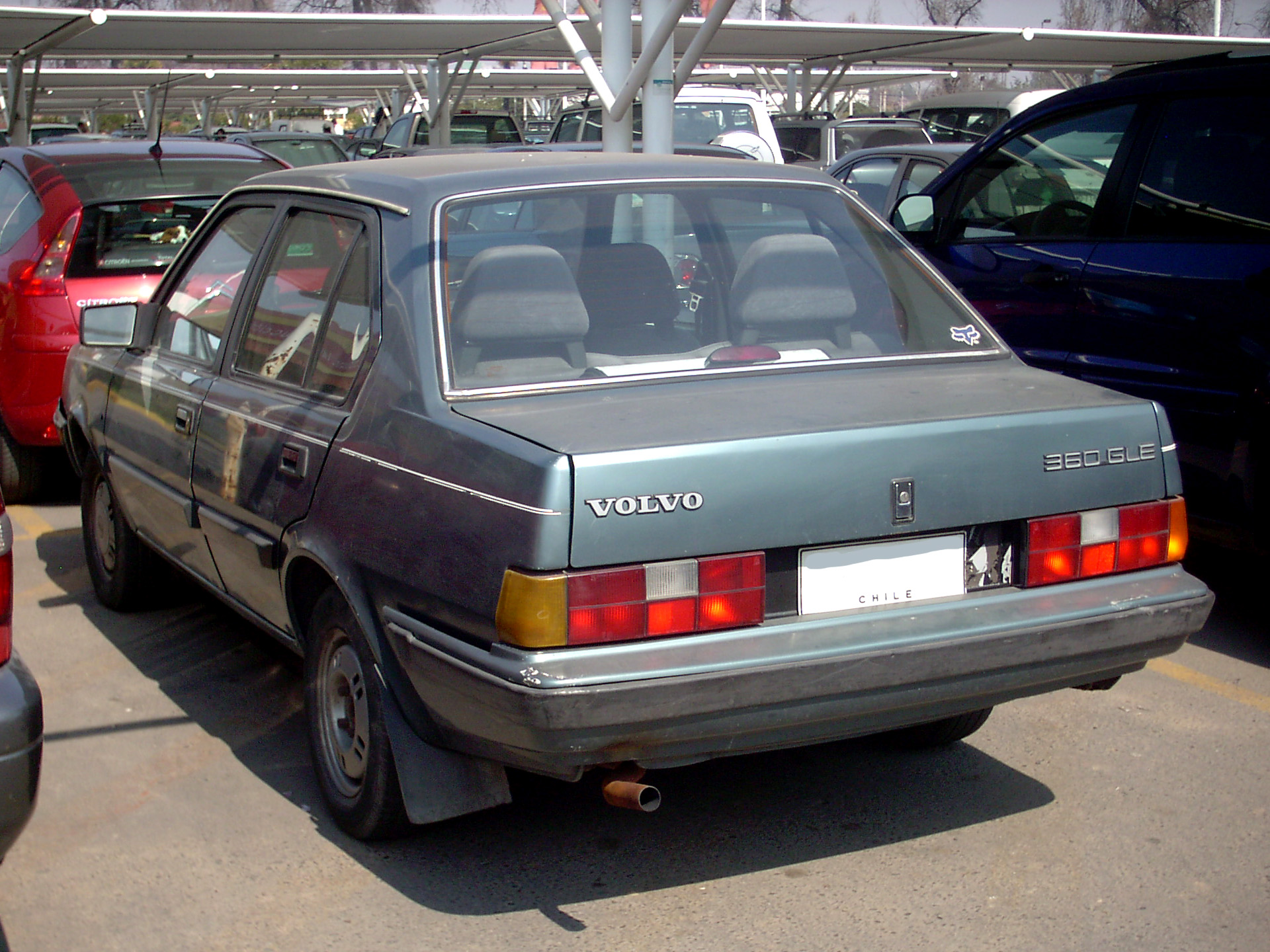
Volvo 360 sedan - tył

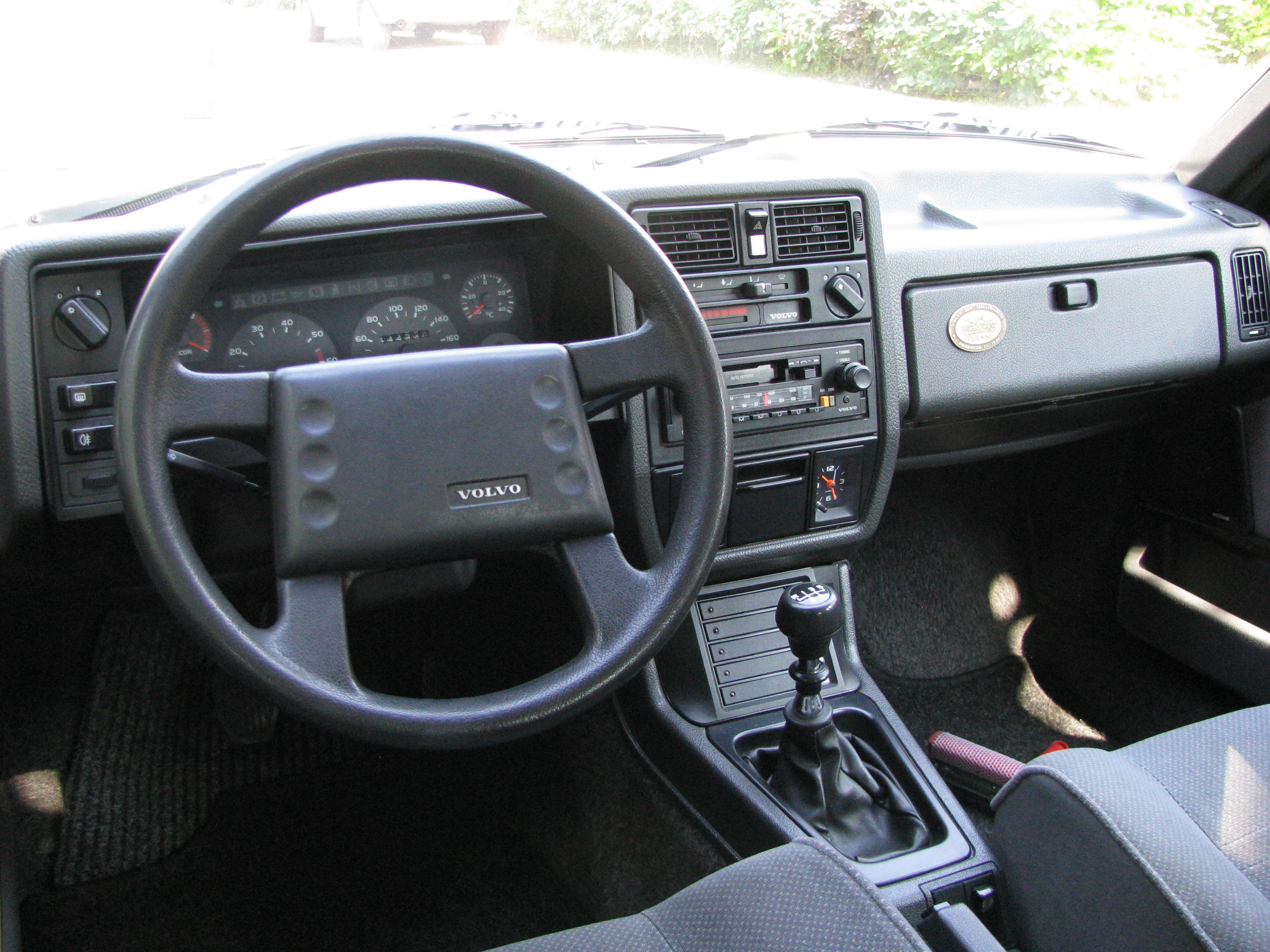
Volvo 340 - wnętrze

## Historia i opis modelu
Historia powstania pojazdu sięga lat 70. XX wieku, kiedy to koncern Volvo stał się większościowym udziałowcem holenderskiego przedsiębiorstwa DAF. Dział osobowy przedsiębiorstwa ukończył projekt małego samochodu osobowego 343/345, który nie został zrealizowany z powodu słabej kondycji finansowej. Volvo, które przejęło dział samochodów osobowych zaadaptowało niezrealizowany projekt dostosowując do swoich potrzeb. Początkowo produkcję pojazdu rozpoczęto w 1975 roku w wersji trzydrzwiowej. W 1980 roku poszerzono ofertę nadwoziową o wersję pięciodrzwiową. W 1985 roku do oferty wprowadzono wersję sedan pojazdu. W 1988 roku do wyposażenia standardowego pojazdu dodano wspomaganie układu kierowniczego.
Przednia i tylna część pojazdu wyposażona została w strefy kontrolowanego zgniotu, a kabinę pasażerską usztywniono masywnymi rurami umieszczonymi w drzwiach.